# Molineria capitulata
Molineria capitulata är en enhjärtbladig växtart som först beskrevs av João de Loureiro, och fick sitt nu gällande namn av Herb.. Molineria capitulata ingår i släktet Molineria och familjen Hypoxidaceae. Inga underarter finns listade i Catalogue of Life.

## Bildgalleri

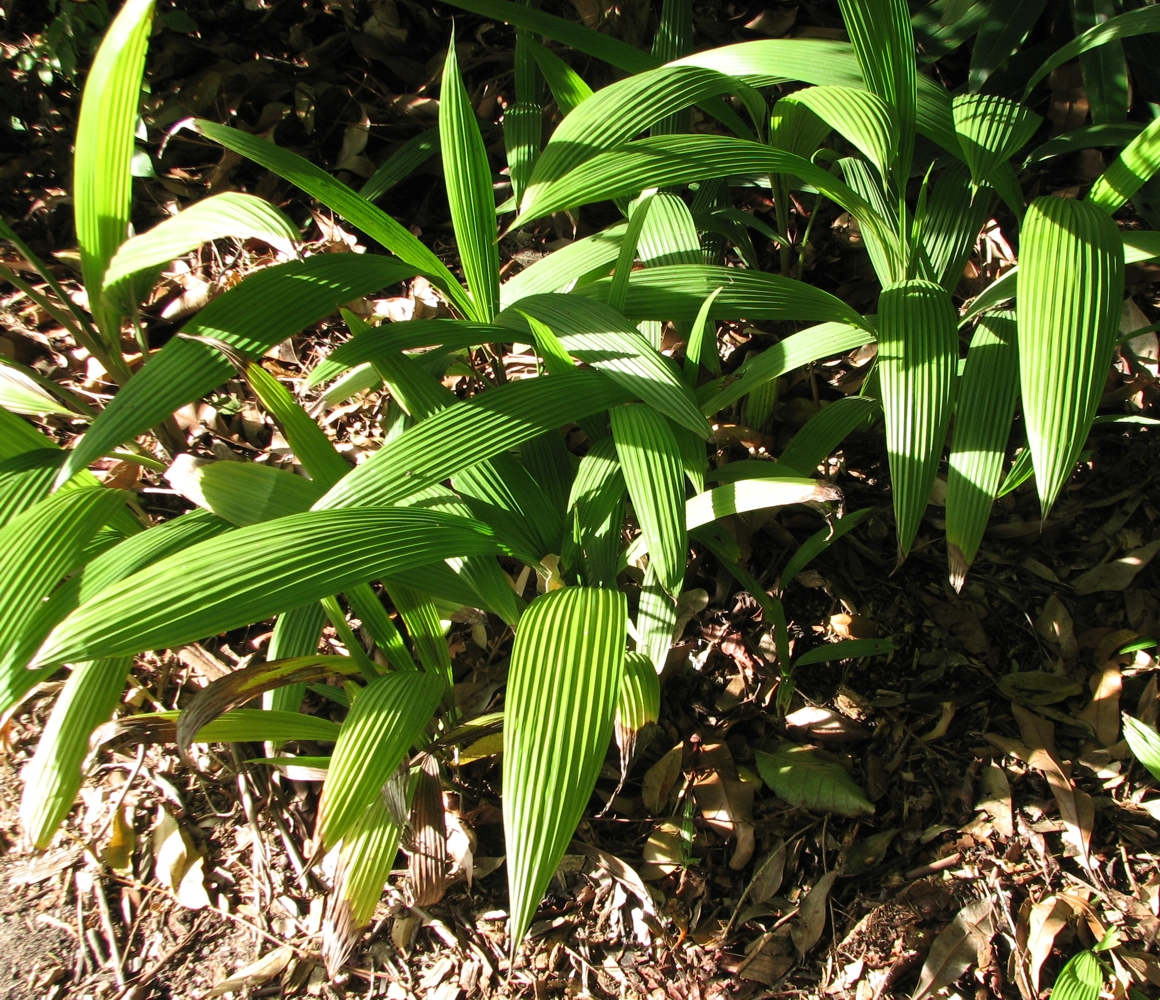
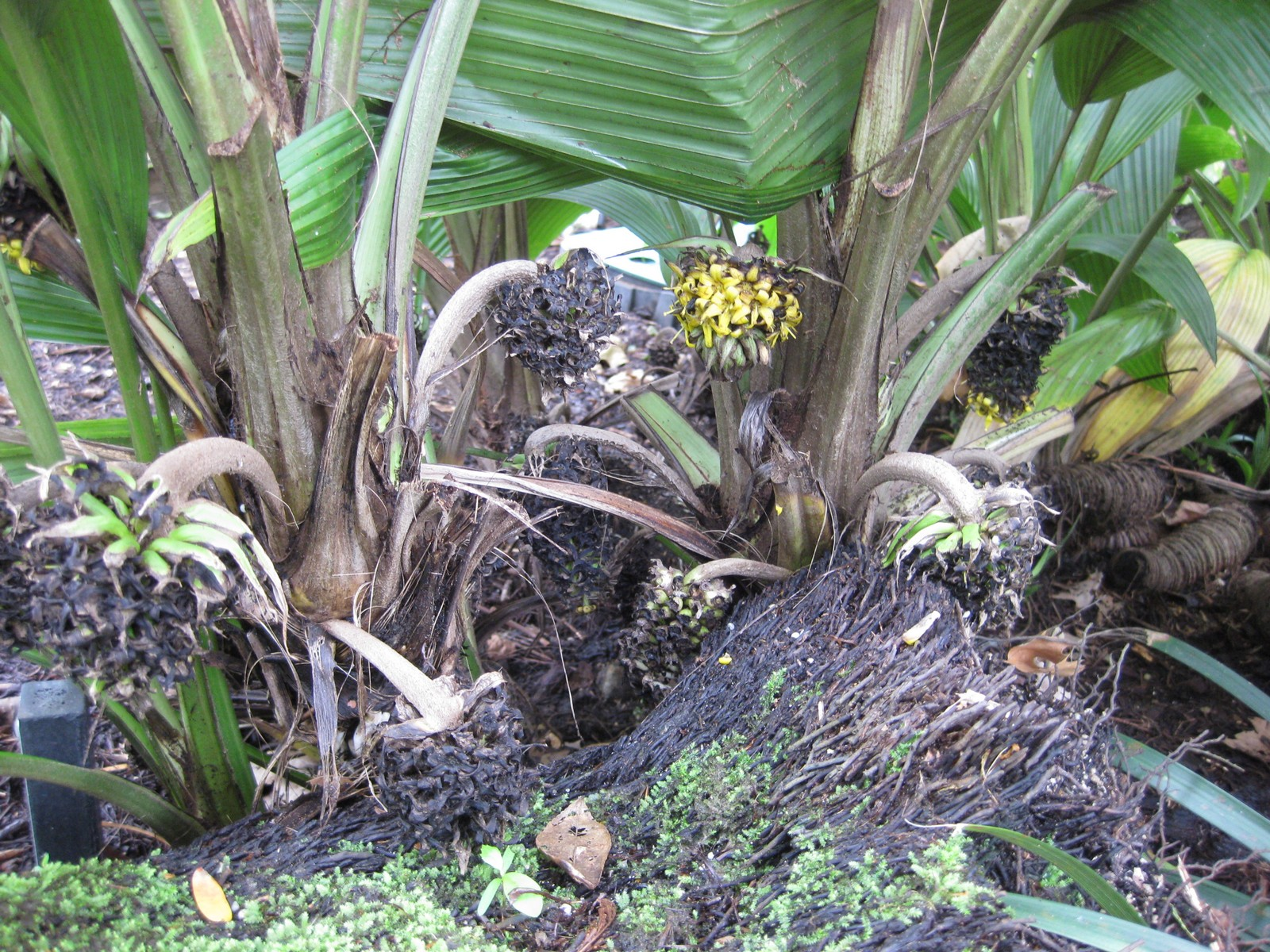
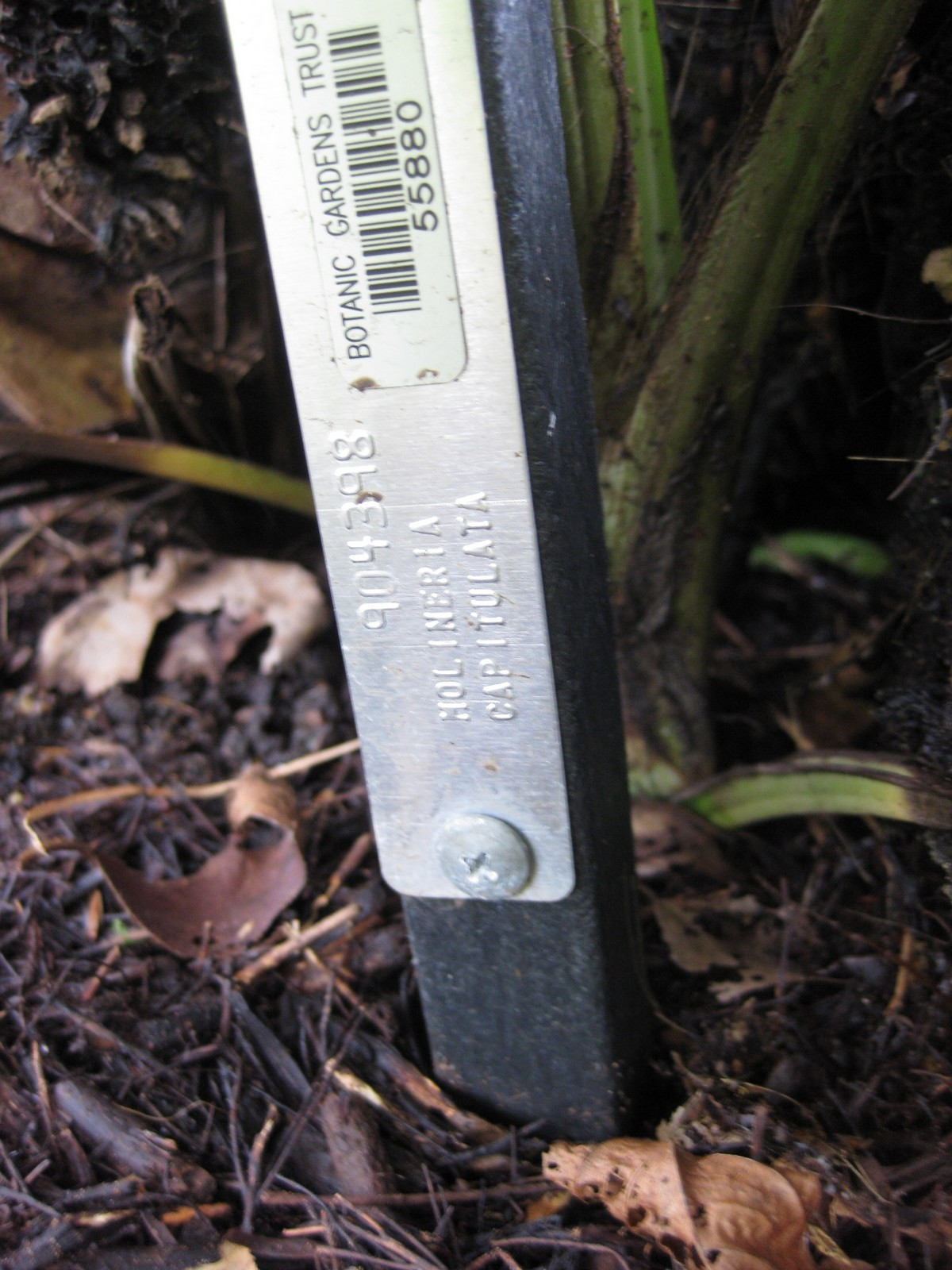